# محمد صمدي
محمد صمدي هو لاعب كرة قدم مغربي سابق من مواليد 21 مارس 1970، وهو المدرب الحالي لنادي الجيش الملكي، وكان قد شارك مع المنتخب المغربي في الألعاب الأولمبية الصيفية 1992 وكأس العالم لكرة القدم 1994.

## روابط خارجية
- محمد صمدي على موقع الاتحاد الدولي (مؤرشف)  (الإنجليزية)
- محمد صمدي على موقع قاعدة بيانات كرة القدم.إي يو (الإنجليزية)
- محمد صمدي على موقع ناشيونال فوتبول تيمز (الإنجليزية)
- محمد صمدي على موقع عالم كرة القدم.نت (الإنجليزية)
- محمد صمدي على موقع أوليمبيديا (الإنجليزية)

ذ